# إقليم مبيا
إقليم مبيا (بالسواحلية: Mkoa wa Mbeya)‏ هو واحد من 31 إقليم إدارية في تنزانيا. تبلغ مساحة الإقليم 35,954 كـم2 (13,882 ميل2). الإقليم قابلة للمقارنة من حيث الحجم بمساحة الأرض المشتركة لدولة غينيا بيساو القومية. يحد إقليم مبيا من الشرق إقليم سينغيدا وإقليم إيرينغا وإقليم نجومبي. يحد الإقليم من الجنوب مالاوي وبحيرة نياسا. إلى الشمال يقع الإقليم على حدود إقليم تابورا الجنوبي. يحد مبيا من الغرب إقليم سونغوي. العاصمة الإقليمية هي مدينة مبيا. وفقًا للتعداد الوطني لعام 2012 كان عدد سكان الإقليم 2،707،410 نسمة.